# کاپیتول ایالت مینه‌سوتا

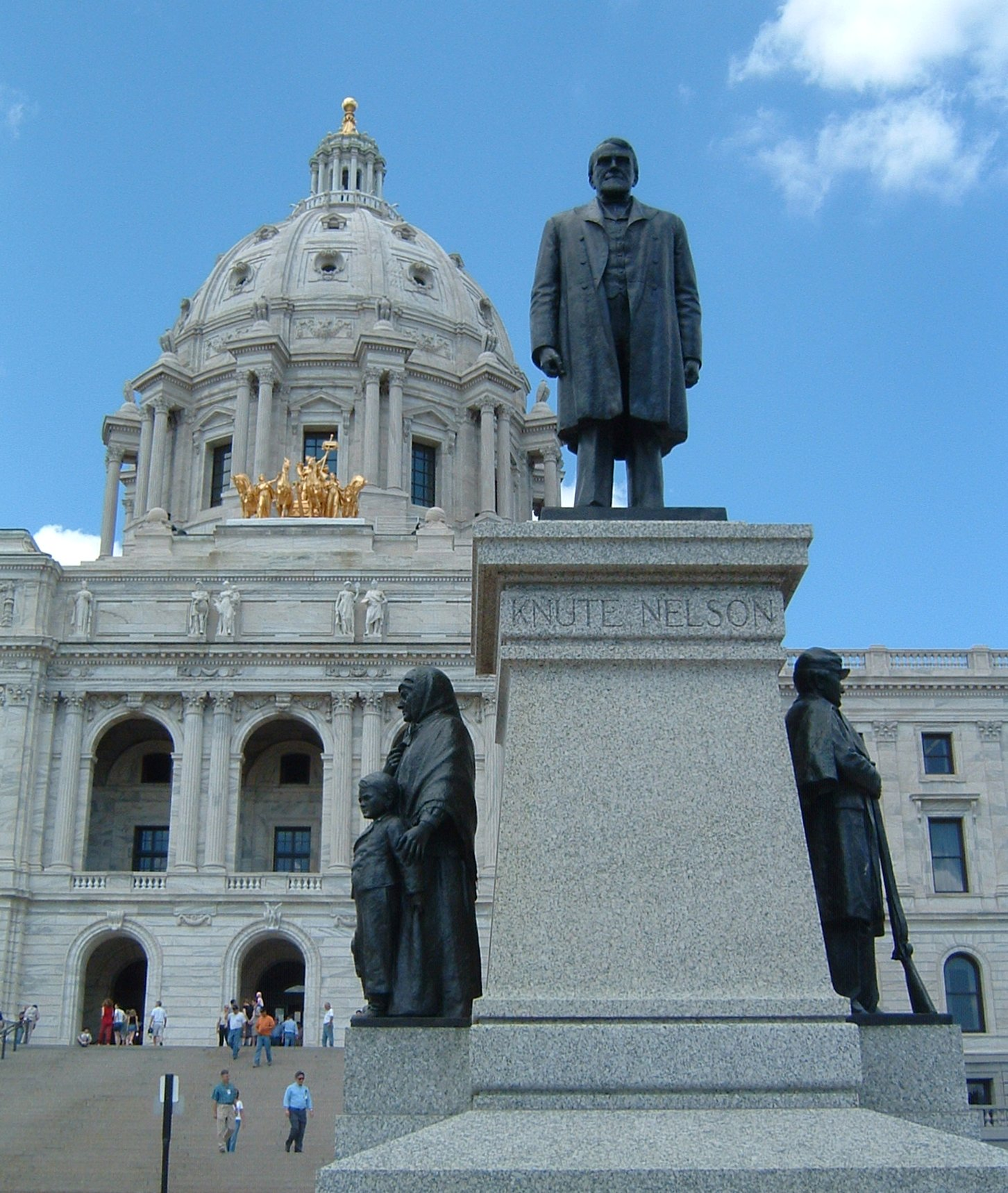

ساختمان کاپیتل ایالت مینه‌سوتا (Minnesota State Capitol) بنایی است که شاخه مقننه دولت ایالت مینه‌سوتا در آن قرار دارد. معمار بنا کاس گیلبرت است.
بنای کنونی که در سال ۱۹۰۵ (پس از نابودی بنای قبلی بدلیل آتش سوزی) ساخته شد، در سینت پال قرار دارد.
این بنا خانه مجلس نمایندگان ایالت است.

## نگارخانه

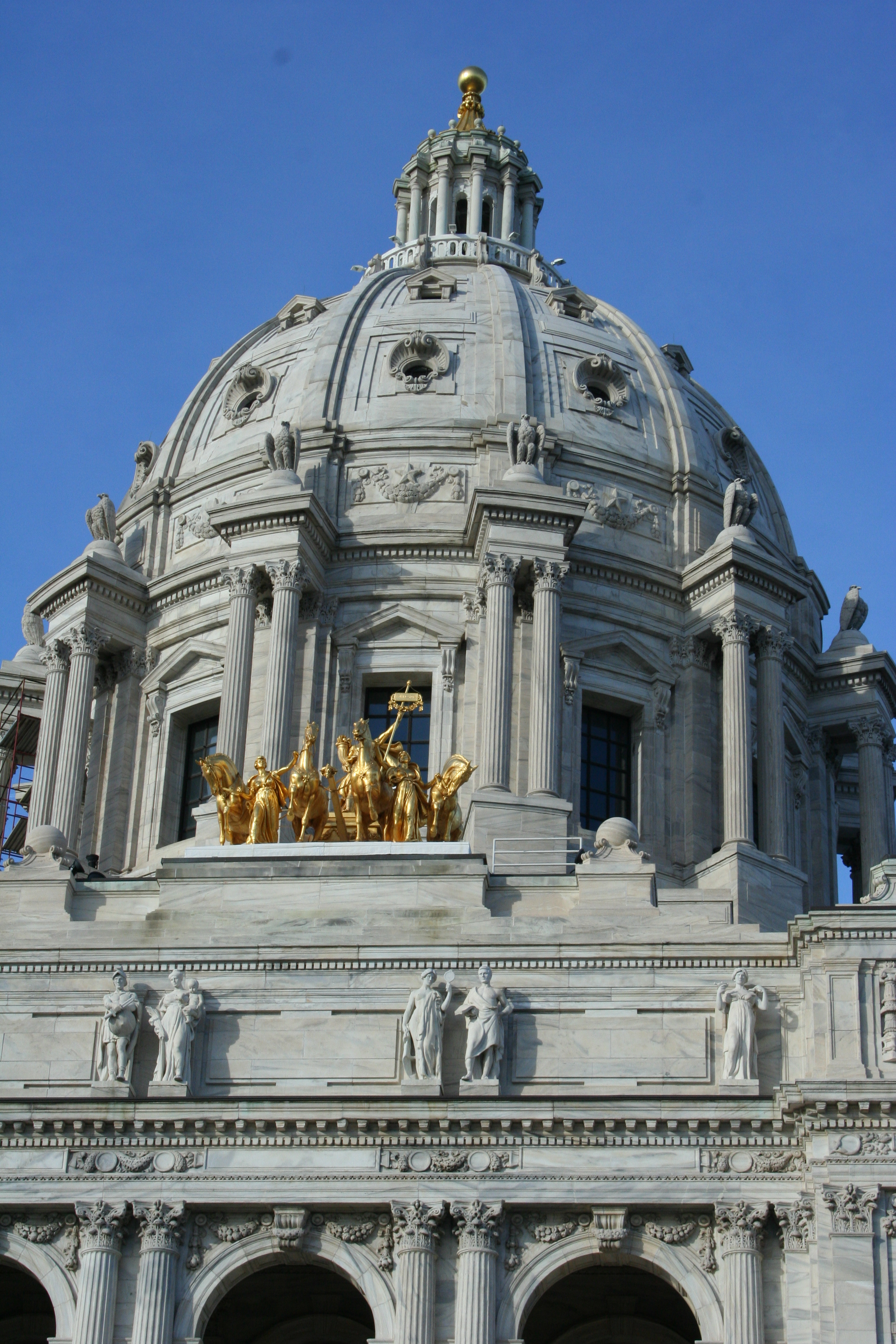
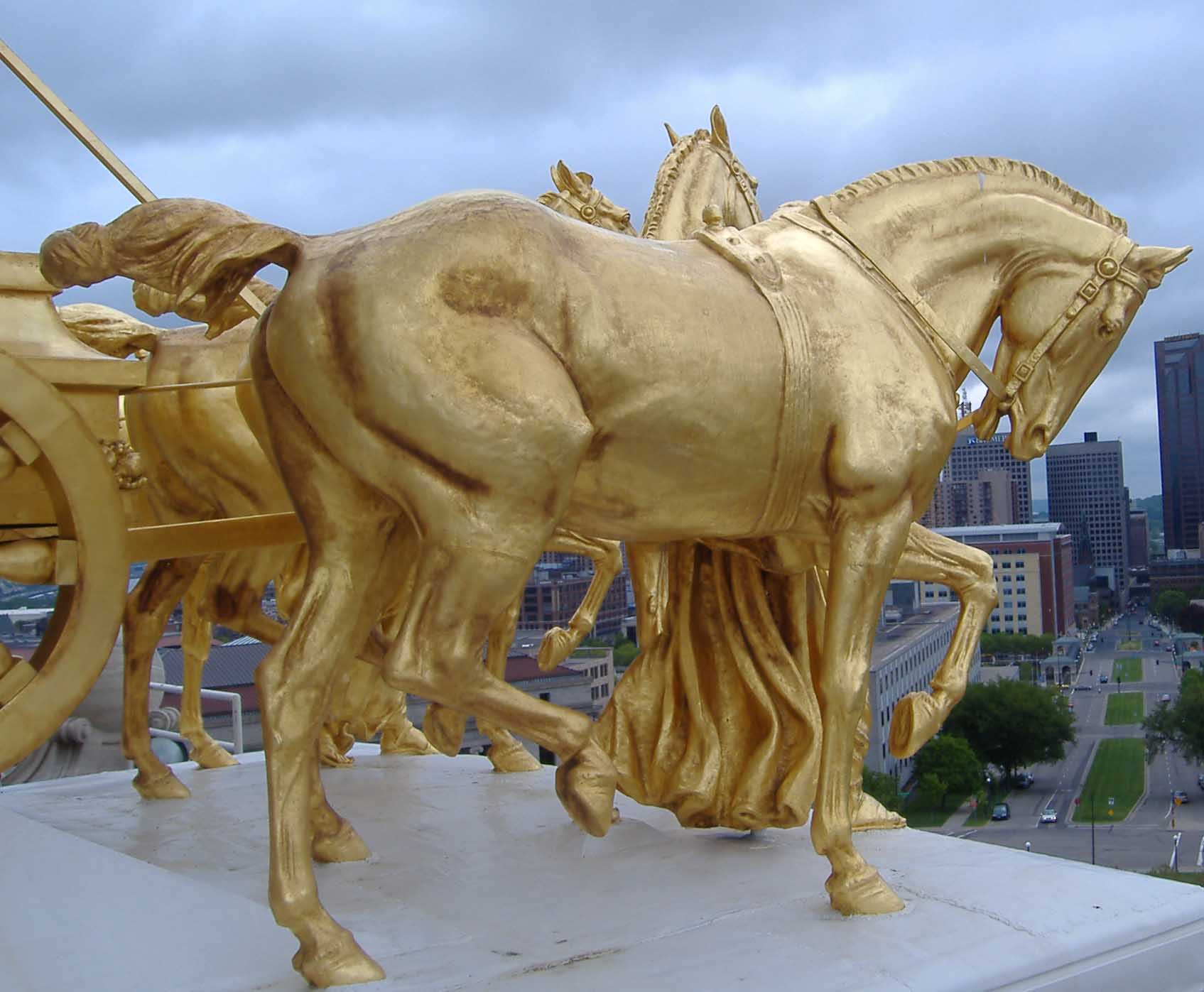
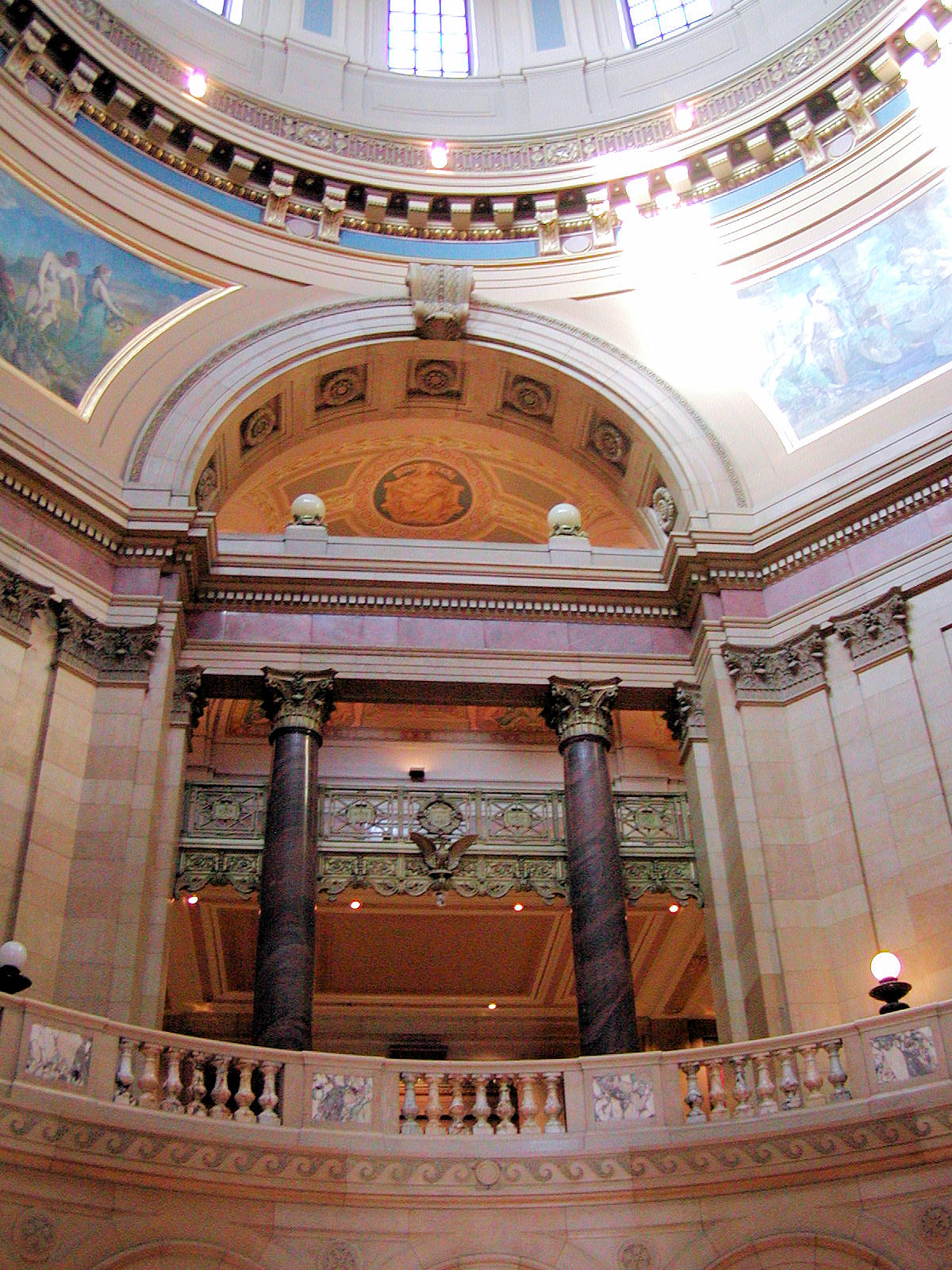
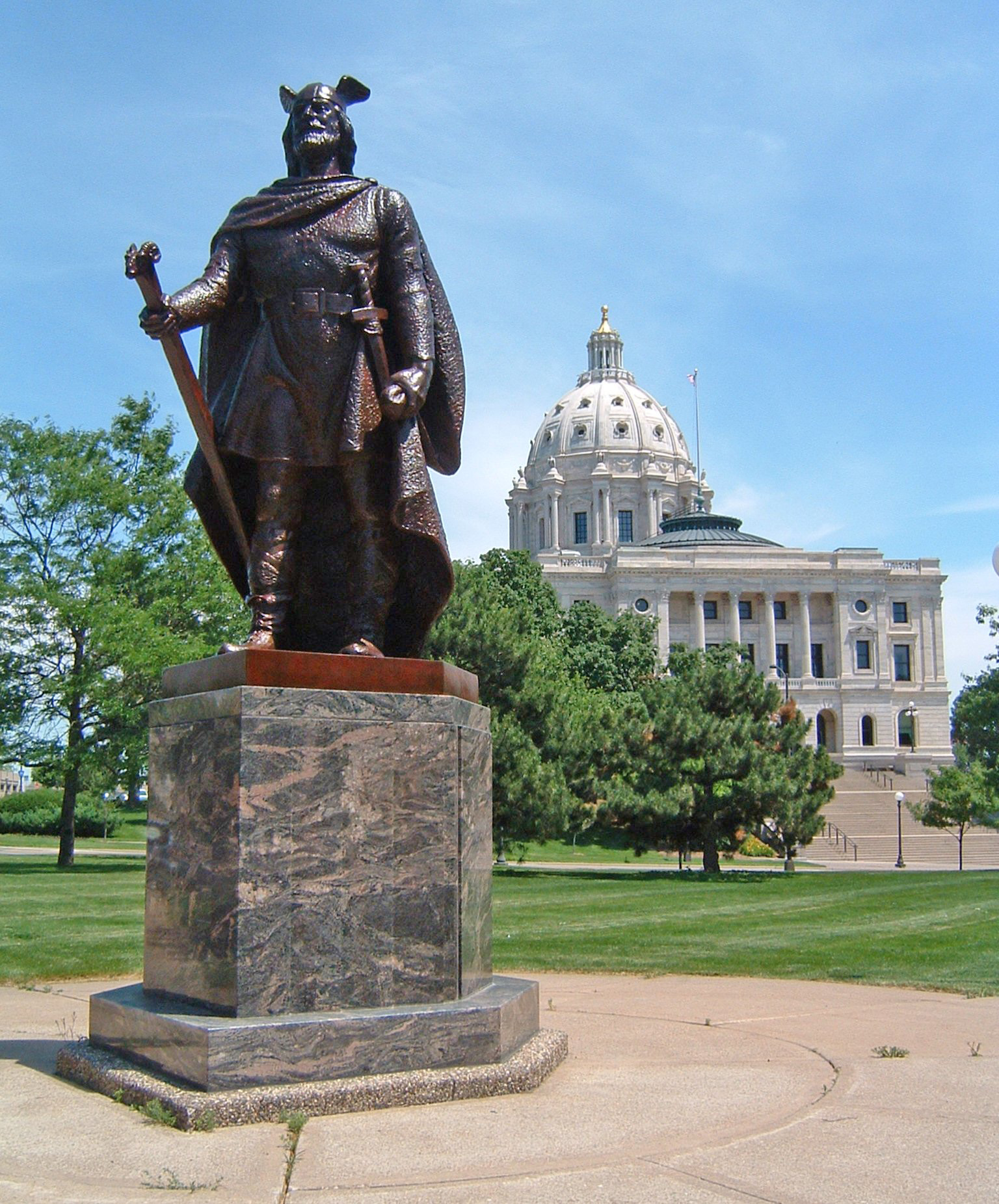